# 朝鲜劳动党第七次代表大会
朝鲜劳动党第七次全国代表大会（：／）于2016年5月6日－2016年5月9日在平壤举行。这是朝鲜劳动党于1980年召开第六次全国代表大会之后，时隔36年再一次召开全国党代会。朝鲜劳动党中央政治局在2015年10月30日发表的决定书称，为“反映在完成主体革命事业、社会主义强盛国家建设事业中创造惊人变革的党和革命发展的要求”，政治局作出了召开七大的决定。2016年4月14日，朝鲜人民军代表会议推选朝鲜劳动党第一书记金正恩为第七次全国代表大会代表，预料在全国党代会上金正恩将再被推举为劳动党最高领导人。2016年5月9日，金永南在大会上代表全体与会者、全国党员和军民一致的意志，推举金正恩为朝鲜劳动党委员长，并获大会通过。

## 会议内容
大会的五项议题分别为：
1. 总结朝鲜劳动党中央委员会工作。
2. 总结朝鲜劳动党中央检查委员会工作。
3. 修改《朝鲜劳动党章程》。
4. 竭诚拥戴金正恩同志为朝鲜劳动党最高领导人。
5. 选举朝鲜劳动党中央领导机构。

5月9日，会议对《朝鲜劳动党章程》作出了修改，并规定朝鲜劳动党的最高职位为朝鲜劳动党委员长，朝鲜劳动党委员长代表党并领导全党，是党的最高领导人。
相对应的，中央委员会书记改为副委员长；道市郡党委和基层党组织责任书记、书记、副书记改为委员长、副委员长；党中央委员会书记局改称政务局，道市郡党委书记处改称政务处。同日，大会选出金正恩、金永南、黄炳誓、朴凤柱、崔龙海五人为新一届政治局常委和19人组成的中央政治局，推举金正恩为朝鲜劳动党委员长。

大会同时也宣布金正恩当选党中央委员会委员、中央政治局委员、政治局常务委员会委员、中央军事委员会委员长。